# Bailliage de la Montagne
Le bailliage de la Montagne est petit pays de la France d'ancien régime dans le gouvernement de Bourgogne.
Il est compris aujourd’hui dans les départements de la Côte-d'Or et de l’Aube. Le lieu principal était Châtillon-sur-Seine.

## Source
« Bailliage de la Montagne », dans Pierre Larousse, Grand dictionnaire universel du XIXe siècle, Paris, Administration du grand dictionnaire universel, 15 vol., 1863-1890 [détail des éditions].